# 積水 (胃宿)
英仙座λ，又名BD+49 1101，HD 25642、SAO 24412、HR 1261，是英仙座的一颗恒星，视星等为4.29，位于銀經151.63，銀緯-1.32，其B1900.0坐标为赤經3h 59m 7.8s，赤緯+50° -1.32′ 48″。